# The White Stripes
The White Stripes (МФА: [ðə ˈwaɪt ˈstraɪps]; рус. «Белые полосы») — американская рок-группа, образованная в 1997 году в Детройте, штат Мичиган. В состав The White Stripes с самого начала входили лишь два человека: Джек Уайт — гитарист, бас-гитарист, пианист и вокалист, и Мег Уайт — барабанщица-перкуссионистка, иногда исполняющая бэк-вокал. Изредка в песнях группы используются такие инструменты, как калимба, губная гармошка и банджо.
После выпуска нескольких синглов и трёх студийных альбомов преимущественно в пределах музыкальной сцены Детройта The White Stripes стали известными только в 2002 году, как инициаторы возрождения гаражного рока. Такие альбомы как Elephant и White Blood Cells стали коммерческим успехом для группы, что также вызвало большое внимание со стороны СМИ Соединенных Штатов и Великобритании. Сингл «Seven Nation Army» (рус. Армия семи наций), благодаря своей известной гитарной партии является визитной карточкой группы во всём мире. Группа выпустила ещё два альбома: Get Behind Me Satan в 2005 году и Icky Thump в 2007-м. После этого, в 2011 году, The White Stripes решили оставить музыкальную деятельность на неопределённый срок.
Музыка «белых полос» является комбинацией гаражного рока с блюзом, имея при этом «сырую» простоту аранжировок и компоновок. Дуэт был также известен своим эстетическим дизайном, объединявшего простую цветовую схему из белых, красных и чёрных оттенков, которые также были использованы при художественном оформлении всех студийных альбомов и синглов группы. Дискография The White Stripes состоит из шести студийных альбомов, одного концертного альбома, двух мини-альбомов, двадцати шести синглов, четырнадцати музыкальных клипов и одного DVD-диска с записями концертов. Каждый из трёх последних альбомов группы получал премию Грэмми в номинации «Лучший альтернативный альбом».

## История группы

### 1997—1999: Возникновение группы
Джек Уайт (которого на момент рождения звали Джон Энтони Гиллис) родился в 1975 году в городе Детройт, штат Мичиган. В возрасте пяти лет он впервые сел за ударные, а в шестнадцать начал осваивать гитару. Его первая гитара была сделана из фанеры. После школы он планировал записаться во флот или даже стать католическим священником, но в конце концов устроился работать драпировщиком в мебельную мастерскую. Будучи учеником старших классов в средней школе, Джон встретил Меган Уайт в «Memphis Smoke» — ресторане, где она работала и публично читала свои стихи после окончания рабочих дней, среди ночи. Мег никогда не собиралась выступать на сцене. По словам Джека, он просто попросил Мег подыграть ему во время репетиции, и это прозвучало неожиданно удачно для них обоих. Джон и Меган стали близкими друзьями. Они начали регулярно посещать местные кафе, концертные залы и музыкальные магазины Детройта. К тому времени Гиллис уже имел навыки игры на барабанах, которые он применял в основном на музыкальных сессиях своих друзей, среди которых был также его учитель по обивке мебели Брайан Молдун. В 1994 году Джон получил свою первую профессиональную работу в качестве барабанщика в одной из кантри-панк групп Детройта — Goober & the Peas.
После сватовства Гиллис и Уайт поженились 21 сентября 1996 года. Согласно брачному соглашению, Джон взял себе фамилию жены. Вскоре после этого «Goober & the Peas» распались, а Джон продолжил играть в других группах, среди которых были: гаражная панк-рок группа The Go (в которой он играл на гитаре при создании их первой студийной записи — «Wnatcha Doin'» в 1999 году), The Hentchmen и Two-Star Tabernacle, которые тоже в основном играли гаражный рок.
В 1997 году Мег впервые села за барабаны. «Когда она начала играть на барабанах со мной, это чувствовалось освежающе и освобождающе. Это было нечто такое, что позволило мне полностью открыться» — рассказывал Джек в одном из своих ранних интервью . Пара вскоре преобразовалась в музыкальную группу. Тогда они называли себя «Bazooka» (рус. Базука) и «Soda Powder» (рус. Содовый порошок), но позже окончательно остановились на названии «The White Stripes» (рус. Белые полосы). В одном из своих дальнейших интервью Джек объяснял происхождение этого названия следующим образом:
Первое официальное выступление The White Stripes состоялось 14 августа 1997 года в баре «Gold Dollar» в Детройте. Они начали свою музыкальную карьеру в качестве гаражной рок-группы, играя при этом с различными местными группами, которые также, как и они, разделяли этот жанр. В том же году при поддержке звукозаписывающей компании Italy Records был выпущен первый 7-дюймовый виниловый сингл группы — «Let’s Shake Hands», вскоре вышел второй — «Lafayette Blues», который также был виниловым и разошёлся тиражом в 1000 экземпляров.
Дебютный альбом, вышедший 15 июня 1999 года, не принёс The White Stripes большой популярности. По прошествии некоторого времени можно сказать, что это была самая «жёсткая» в их творчестве пластинка. The White Stripes — дуэт, потому в записях отсутствует бас-гитара, но вместо этого присутствует «жёсткая» гитара Джека и крайне примитивные, но абсолютно уместные барабанные партии Мег. Именно отсутствие баса и упрощённые ударные партии стали основными определяющими стиля пары из Детройта. Вскоре после выхода альбома в авторитетном музыкальном интернет-ресурсе Allmusic писали: «Голос Джека является своеобразным вызывающим воспоминанием о сочетании панка, металла и блюза, в то время как его работа с гитарой является достаточно широким скольжением на лирических штрихах и тонкой в плане соло-партий».
Значительная часть альбома — жёсткие и энергичные рифовые номера, среди которых — «Screwdriver» (первая совместная песня Джека и Мег), «Astro», «Cannon», «When I Hear My Name». «The Big Three Killed My Baby» стала своеобразным «гимном» Джека на одну из его больных тем. «Я просто не выношу автомобили. Я думаю, что это худшая дыра для выбрасывания денег и самый страшный механизм для убийства за все времена… Я хотел организовать антиавтомобильный фестиваль в Детройте, но собраться не получилось». — рассказывал Уайт в интервью журналу Maximumrocknroll (2000 год).
The White Stripes перемежались мягкими балладами с использованием слайд-гитары — «Suzy Lee», «I Fought Piranhas». Джек и Мег — оба были большими поклонниками творчества Боба Дилана и Роберта Лероя Джонсона, поэтому в альбоме также присутствуют кавер-версии их песен: «Stop Breaking Down» (Джонсона) и «One More Cup Of Coffee» (Дилана).

### 2000: De Stijl

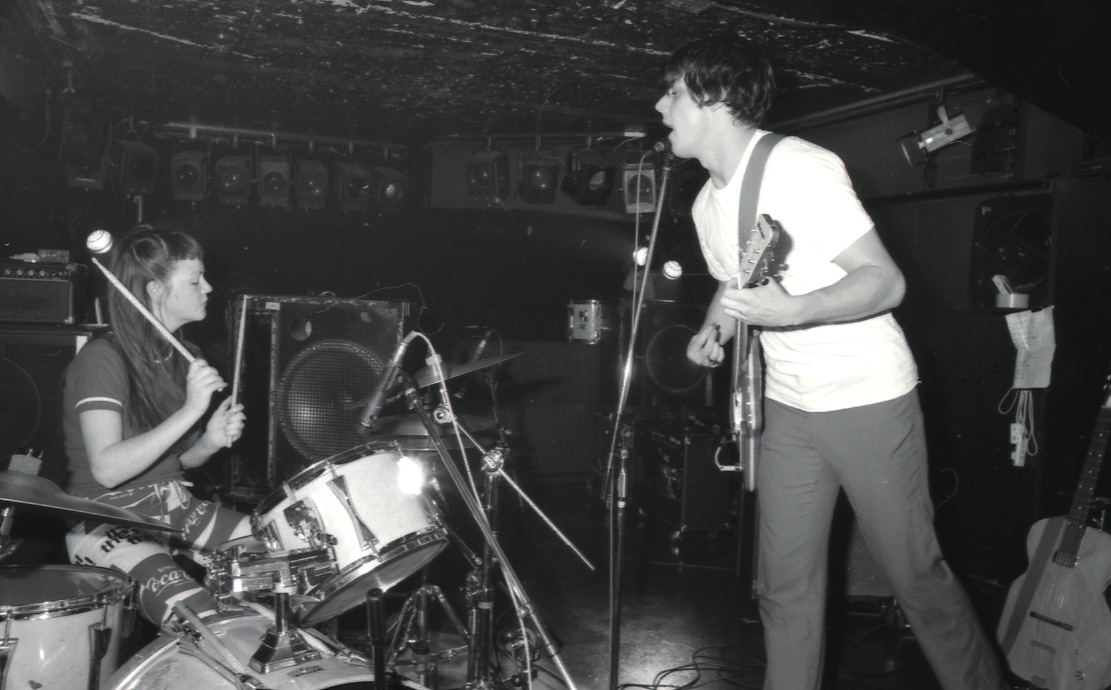
The White Stripes в 2000 году, во время своего тура по Японии. Тогда они играли перед очень маленькой аудиторией, состоящей примерно из 10-20 человек. (Фото было сделано возле сцены клуба «Shinjuku Jam» в Токио).

20 июня 2000 года выходит второй альбом группы — «De Stijl», и популярность коллектива стала возрастать. The White Stripes становятся популярны в Великобритании, где их музыку транслируют радиостанции The Daily Telegraph, The Sun и даже Radio 4's, которые известны, прежде всего, своими консервативными взглядами на музыку. Альбом, которому сопутствует сингл с жёстким блюзовым номером — «Hello Operator», стал новым шагом в развитии The White Stripes. Группа стала активнее использовать студийные наложения (например, гитары и пианино в песне «Truth Doesn’t Make A Noise» — на всех инструментах играет Джек), заметней становится влияние блюза, особенно в песнях «Little Bird» и «Death Letter». 
«Первый лонгплей получился действительно злым, если честно. Но в этом альбоме мы постарались быть немного поаккуратнее. Может быть, мы перешли от гнева к горечи» — Maximumrocknroll (2000 год).
Репертуар группы обогащается образцово-мелодичным хитом «You’re Pretty Good Looking», мюзик-холльной балладой «Apple Blossom» и одной из самых запоминающихся на тот момент мелодий Джека Уайта — балладой «Sister, Do You Know My Name».
Группа цитировала минималистские и деконструктивистские аспекты в создании дизайна этого альбома, в качестве источника вдохновения для своего собственного музыкального образа и представления. De Stijl был посвящен дизайнеру мебели и архитектору — Герриту Ритвельду, а также американскому блюз-мену Уильяму Мактеллу.
Альбом достиг 38-й строчки в независимом чарте альбомов от Billboard в 2002 году. Один из журналистов The New York Times в то время писал, что «Stripes» олицетворяли то, что «многие поклонники хип-рока считают настоящей музыкой». Песня «Why Can’t You Be Nicer To Me» (рус. Почему бы тебе не быть любезнее со мной? ) была включена в саундтрек серии популярного мультсериала «Cимпсоны» — «Judge Me Tender».

### 2001—2002: White Blood Cells; Новый этап в карьере
Третий альбом группы произвёл среди критиков своего рода «эффект разорвавшейся бомбы». Он вышел под названием «White Blood Cells» (рус. Белые кровяные клетки), на CD и на 12-дюймовом виниле, как и все их прошлые альбомы. Многие поклонники группы, несмотря на то что настоящий успех пришёл к The White Stripes с альбомом «Elephant», считают работу 2001 года лучшей. Музыка стала ещё более разнообразной, в пластинке сочетается и соединяется множество стилей: от обычного для The White Stripes энергичного риффового блюз-рока до кантри («Hotel Yorba»), лирического фолка («We’re Gonna Be Friends») и даже пост-панка («The Union Forever»). Главными хитами альбома стали «Dead Leaves and the Dirty Ground» и «Fell in Love with a Girl» (соул-кавер на эту песню был записан певицей Джосс Стоун).

Группа репетировала в течение одной недели в студии Easley McCain Recording в Мемфисе, штат Теннесси, в феврале 2001 года. Мэг Уайт изначально много колебалась по поводу того, чтобы немедленно начать запись альбома, думая, что песни были «слишком новыми» и им нужно было срочно найти правильное применение. Альбом был записан менее чем за четыре дня. По словам Джека, группа пыталась сохранить его в «самом неорганизованном виде, насколько это было возможно». Быстрая запись White Blood Cells была намеренной с целью получения «реального напряженного» чувства и передачи энергии группы. В заключительный день записи всё внимание участников было направлено на мастеринг и аудио-миксинг альбома. Это было в первый раз, когда группа занималась записью в студии 24-контактного разъема, а Джек Уайт намеренно осведомлял инженера записи — Стюарта Сайкса — не более одного раза, чтобы не делать звучание альбома «слишком хорошим».
«Единственное, что важно — мы не хотим, чтобы все песни звучали одинаково, и чтобы новый альбом был похож на предыдущий. Многие так говорят, но для нас это важно. Не быть же всю жизнь двухаккордовой гаражной рок-группой». — Джек Уайт для liveDaily (2001 год).
Некоторые представители различных музыкальных изданий хвалили группу за применение «возвращающегося к основам» подхода в написании музыки. Британский таблоид The Daily Mirror называл группу «настолько же большой, как и Sex Pistols». В 2002 году, журнал Q поместил The White Stripes в список «50 Band’s To See Before You Die» (рус. 50 групп, которых вам стоит увидеть прежде чем Вы умрёте). White Blood Cells занял 61-ю строчку в чарте Billboard 200, получив золотую сертификацию, с продажами в 500 000 экземпляров. Он также достиг 55-го места в UK Albums Chart, поддерживаясь при этом популярностью сингла «Fell in Love with a Girl» и со сопровождающей его «лего» анимацией видеоклипа французского режиссёра Мишеля Гондри. Видеоклип получил три награды в 2002 году на церемонии MTV Video Music Awards в номинациях «Лучший монтаж», «Лучшие спецэффекты» и «Видео-прорыв». Он был также номинирован в категории «Видео года», но, в конечном итоге, награды не получил. Журнал Stylus поставил White Blood Cells на 14-е место в списке лучших альбомов в период с 2000 по 2005 год, в то время как электронный музыкальный журнал Pitchfork дал пластинке 8-е место в списке «100 лучших альбомов 2000—2004 годов». White Blood Cells был также номинирован на премию журнала NME как лучшая пластинка года. Кроме того, после его выхода, легендарная британская рок-группа The Rolling Stones пригласили Уайтов выступать у себя на разогреве.
В конце 2001 года группа участвовала в передаче Джона Пила — британского радиоведущего из BBC. Тогда впервые был записан один из лучших аут-тейков группы — кавер Долли Партон «Jolene». В 2006 году Джек Уайт поучаствовал в программе памяти Джона Пила на 4 канале британского телевидения.
19 апреля 2002 года The White Stripes получили две премии «Detroit Music Awards» за лучший альбом и лучший сингл («Hotel Yorba»). В том же году режиссёр Джордж Рока снял фильм, который включал концертные видео-записи группы. Фильм получил название «Nobody Knows How to Talk to Children» (рус. Никто не знает, как разговаривать с детьми). Он представляет собой хронику The White Stripes, когда они проводили четырёхночной стенд в Bowery Ballroomв Нью-Йорке в 2002 году, и содержит живые выступления группы и кадры за кулисами. Выпуск фильма в 2004 году, однако, был подавлен руководством The White Stripes после того, как они обнаружили то, что Рока собирался публично показывать его на кинофестивале в Сиэтле без разрешения. Тем не менее, фильм до сих пор остается ценным бутлегом творчества детройтского дуэта.

### 2003—2004: Заслуженный успех
Четвёртый студийный альбом The White Stripes — «Elephant», был выпущен в 2003 году под лейблом V2 Records. Он стал первым альбомом группы, который сумел возглавить британский чарт, а также первым вошедшим в Топ-10 чарта Соединённых Штатов. Для записи этого альбома Уайты решили отказаться от всего музыкального оборудования, вышедшего позже 1963 года. Запись проходила в студии Toe Rag Studiosв Лондоне.
Музыкальный материал стал ещё разнообразнее, чем на White Blood Cells. В песнях «Seven Nation Army» и «The Hardest Button to Button» была использована педаль эффектов DigiTech Whammy для создания звучания бас-гитары без использования оной; кроме этих двух песен, хитами также стали: кавер-версия песни Бёрта Бакарака «I Just Don’t Know What To Do With Myself» и акустическая баллада «In The Cold Cold Night» — вокальный дебют Мег Уайт. В комическом кантри-диалоге «It’s True That We Love One Another», завершавшем альбом, приняла участие одна из любимых кантри-певиц Джека — Холли Голайтли.
Альбом получил широкое признание музыкальных критиков, которые отмечали более «ошеломляющее» звучание относительно предыдущих альбомов, а также формальное использование Джеком соло-партий, что также позволило журналу Rolling Stone поставить его на 17-ю строчку в списке лучших гитаристов всех времен. Этот альбом очень часто воспринимается вершиной творчества The White Stripes и одним из лучших произведений Джека Уайта в его карьере.
С большим успехом для группы прошёл тур 2003 года. The White Stripes неожиданно для себя стали собирать полные стадионы. В конце того же года, Уайт записал 5 песен для фильма «Холодная гора». Это были медленные композиции в фолковом духе, абсолютно непохожие на творчество «Белых полос».

### 2005—2006: Get Behind Me Satan
В 2005 году состоялся очередной релиз группы — альбом «Get Behind Me Satan» (рус. Останься позади меня, Сатана!). Неожиданный и непонятый многими, в среде поклонников The White Stripes он считается одной из самых недооценённых и заслуживающих внимания пластинок группы. Он был выпущен под лейблом «V2 Records». Его название является аллюзией на библейскую цитату, которую Иисус сказал Апостолу Петру в Евангелии от Матфея 16:23 Нового Завета. Джек рассказывал, что название имеет двойное значение: что сатана должен быть физически позади него или то, что он должен поддерживать его. Другая теория этого названия — Джек и Мег прочитали сборник рассказов Джеймса Джойса «Дублинцы»(1914) и использовали строки из его последнего рассказа «Мертвец» в названии нового, на то время, альбома.
«„Satan“ — конец всем моим несчастьям. Неприятности, которые произошли со мной в последнее время, оставили отпечаток в этом альбоме: предательство, боль потерь, всё, что происходило в моей жизни», — журнал Rolling Stone (октябрь 2005).
Начинаясь рифовым хитом «Blue Orchid», альбом продолжается экспериментальной песней «The Nurse», сыгранной Джеком на маримбе с хаотичными вкраплениями барабанов Мег, кантри-номерами «Little Ghost» и «I’m Lonely», хитами «My Doorbell» и «Denial Twist» и вокальным номером Мег «Passive Manipulation», который стала самой короткой песней группы (37 секунд). На «Get Behind Me Satan» почти нет жёстких гитарных номеров — помимо «Blue Orchid», это только «Instinct Blues» и «Red Rain». По итогам опроса читателей журнала NME, «Blue Orchid» заняла первую строчку в списке песен года, а «My Doorbell» — пятнадцатую.
Get Behind Me Satan является единственным альбомом группы, который не был выпущен в виниловом формате. Причиной этого решения было, то что The White Stripes хотели сделать перезапись альбома в студии, в Новой Зеландии, и официально выпустить ту самую запись на виниле. Тем не менее, там не было подходящего записывающего оборудования, которое помогло бы осуществить их затею.
Альбом получил премию Грэмми в номинации «Лучший альтернативный альбом», сделав The White Stripes одну из самых востребованных, на то время, рок-групп. Rolling Stone поставили альбом на 4-ю строчку в списке лучших альбомов 2005 года.
The White Stripes выпустили кавер-версию песни канадской рок-группы Tegan and Sara — «Walking with a Ghost», на ITunes в ноябре 2005 года. Песня была позже выпущена в декабре, в одноимённом мини-альбоме, включавшего также четыре концертные версии других песен.
Тур в поддержку Get Behind Me Satan прошёл с большим успехом. На нескольких концертах в качестве бас-гитариста участвовал Бек (в записи его альбома Guero чуть ранее поучаствовал Джек). The White Stripes перенесли часть своего турне по Японии в связи с тем, что Джек перенапряг свои голосовые связки и из-за рекомендаций врачей перестал петь на протяжении двух недель. После полного восстановления он вернулся на сцену в Окленде, в Новой Зеландии, чтобы выступить с Мэг в качестве хэдлайнеров фестиваля Big Day Out. Во время гастролей по Бразилии Джек женился на Карен Элсон — певице и гитаристке из Манчестера. 2 мая 2006 года у них родилась девочка, которую назвали Скарлетт.
В ноябре 2006 года группа записала песню для компании «Coca-Cola». В декабре 2006 года было запущено on-line шоу «From The Basement», созданное британским продюсером Найджелом Годричем; среди участников были также заявлены: Том Йорк и британский диджей Four Tet.
12 января 2007 года, «V2 Records» объявили, что из-за процесса перестройки, который происходил в то время со звукозаписывающей компанией, новый материал The White Stripes больше выпускаться не будет, тем самым оставляя группу без лейбла. Однако, несмотря на то, что контракт группы истёк ещё до этого, 12 февраля 2007 года, было официально подтверждено, что группа заключила сделку на один альбом с лейблом Warner Bros. Records.

### 2007: Icky Thump

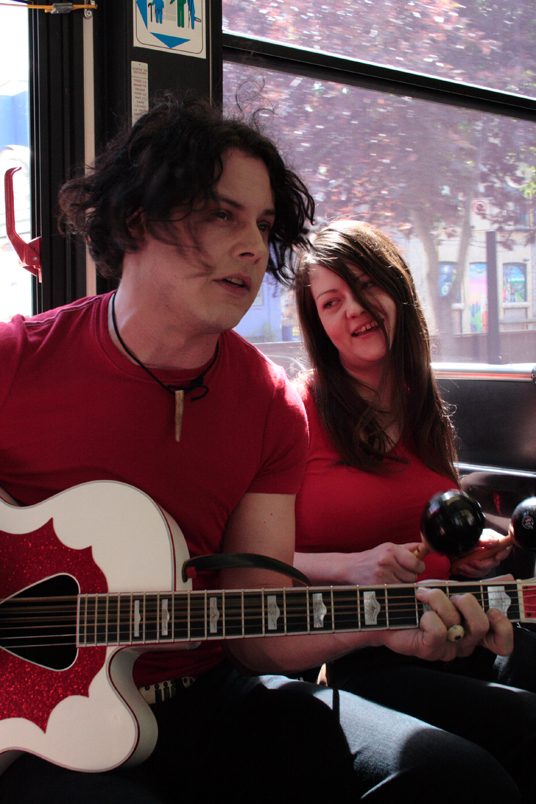
The White Stripes проводят импровизированный концерт в автобусе для своих поклонников в городе Виннипег, Канада (2007 год).

Шестой студийный альбом The White Stripes — «Icky Thump»(рус. Мерзкий шум) был выпущен 19 июня 2007 года. Он возглавил UK Albums Chart, при этом дебютировав на 2-й строчке в чарте Billboard 200, разойдясь тиражом в 220 000 копий на территории Соединенных Штатов. К концу июля, Icky Thump получил золотую сертификацию RIAA. 10 февраля, на очередной церемонии «Грэмми», альбом победил в номинации «Лучший альтернативный альбом», что сделало его третьим подряд по счету альбомом группы, получившим эту награду.
После довольно теплого приёма предыдущего альбома Icky Thump ознаменовал возвращение группы к панку, гаражному року и влиянию блюза, которым группа всегда была известна. Он был записан в Нашвилле, штате Теннесси, в студии «Blackbird». Группе потребовалось почти три недели, чтобы записать свой самый продолжительный альбом. Он стал также первым альбомом группы, название которого также относится к названию одного из его треков. Релиз альбома пришёлся на серию из пяти концертов в Европе и одного в Северной Америке на фестивале Боннару.
В предшествии выхода альбома, журнал NME сделал предварительный просмотр трёх треков: «Icky Thump», «You Don’t Know What Love Is (You Just Do as You’re Told)» и «Conquest». NME описали их как «экспериментальные с тяжелыми рифами 70-х годов», а также как «мелодичные, сильные песни про любовь с неожиданным сочетанием больших гитар и смелых духовых секций». 12 мая 2007 года, сингл «Icky Thump» дебютировал на 26-й позиции чарта Billboard и на 2-й в UK Albums Chart.
После завершения большого тура по Канаде The White Stripes проводили тур по США, после которого осенью должен был следовать большой перерыв. Но перед их последним шоу — в Саутхевене, штате Миссисипи — Бен Блэкуэлл (племянник Джека и архивист группы) рассказал, что Мег, подойдя к нему накануне, сказала: «Это последний концерт White Stripes». Он переспросил её, имела ли он в виду последний концерт в туре по США, но она ответила, что это был последний концерт группы в целом. 11 сентября 2007 года дуэт объявил об отмене восемнадцати дат из-за борьбы Мег с тревожным неврозом. Через несколько дней группа также отменила оставшуюся часть дат тура по Великобритании в 2007 году.

### 2008—2011: Позднее творчество и распад
Во время творческой паузы группы Джек сформировал супер-группу The Dead Weather, включив себя, Джека Лоуренса из The Greenhornes, Дина Фертитуиз Queens of the Stone Age и Элисон Моссхарт из The Kills, но несмотря на это, он утверждал, что The White Stripes всё ещё являются его основным приоритетом. Он сошёлся с Мег на шоу Конана О’Брайена Late Night with Conan O'Brien 20 февраля 2009 года, спустя почти два года с момента их предыдущего публичного выступления. Вместе они исполнили альтернативную версию песни «We’re Going to Be Friends». Это выступление является заключительным в карьере The White Stripes.
2 февраля дуэт заявил о своем распаде. Соответствующее сообщение появилось на главной странице официального сайта группы.
Как говорится в обращении, участники группы приняли решение о завершении совместного творчества не из-за каких-либо разногласий или отсутствия энтузиазма, а также не по причине проблем со здоровьем. Участники дуэта хотели, чтобы группа прекратила своё существование, пока находится на пике своей формы. Тем самым Мег и Джек надеются сохранить то, что делает их группу «такой особенной».
Хотя The White Stripes не будут больше записывать совместных композиций или выступать вместе, лейбл «Third Man Records», основанный Джеком Уайтом, продолжит выпускать неизданные записи группы.

## Стиль

### Музыка
Музыкальные и стилистические элементы The White Stripes были укоренены в блюзе, гаражном роке и раннем панке. Они вышли из активной гаражной рок-сцены Детройта конца 90-х и начала нулевых. К их современникам относились такие группы, как The Von Bondies, The Dirtbombs, The Detroit Cobras и прочие группы, записи которых Джек Уайт включил в специальный сборник под названием Sympathetic Sounds of Detroit, который он записал в гостиной своего дома.
Одними из наиболее видных влияний, оказанных на группу, были на счету, в основном, различных блюз-музыкантов, среди которых были Сон Хаус и Роберт Джонсон, гаражных рок-групп, таких как The Sonics и The Gories, протопанк-звучащих групп, таких как The Stooges в дополнение к таким исполнителям как The Velvet Underground и The Cramps. Джек неоднократно заявлял, что блюз является доминирующим влиянием на его песни и музыкальные корни группы. Тяжелые блюз-рок группы, такие как The Rolling Stones, AC/DC и Led Zeppelin тоже повлияли на творческие взгляды The White Stripes, в частности Led Zeppelin, о которых Джек утверждал, что «не может доверять никому, кому не нравится эта группа».
Во вступительном ролике к документальному музыкальному фильму «Приготовьтесь, будет громко», Джек демонстрирует свой минималистский стиль и изобретательность, выстраивая рудимент гитары в пастырской обстановке. Та «гитара» была сделана Уайтом из досок древесины, двух гвоздей, бутылки из-под Кока-колы, одной гитарной струны и звукоснимателя. Он закончил эту демонстрацию весьма памятной цитатой: «Кто сказал, что гитары нужно покупать?».

### Инструменты и оборудование
В связи с наличием всего двух музыкантов, группа ограничивала свой набор музыкальных инструментов, на которых они могли играть и в студии, и на концертах. Джек, как основной автор песен, говорил, что это никогда не было проблемой для них двоих и всё, что у них было — «вокал с гитарой в сочетании с барабанами или фортепиано с барабанами». Критики и поклонники группы всегда отмечали баланс между «доблестью Джека Уайта играющего на гитаре» и «Меган Уайт с её простотой игры на ударных».

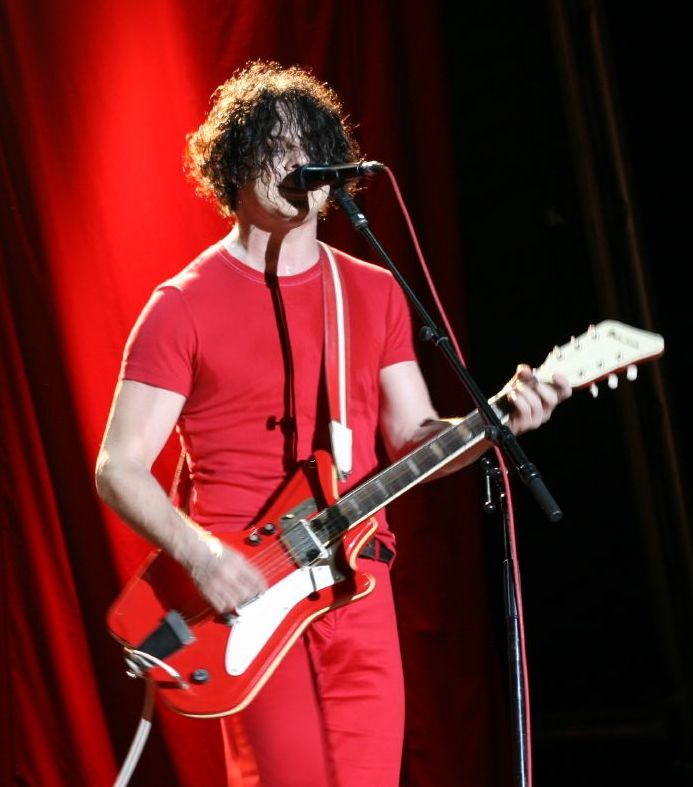
Джек Уайт и его гитара «JB Hutto Montgomery Airline» образца 1964 года — один из ключевых элементов звучания The White Stripes.

На раннем этапе карьеры, группа регулярно ориентировала свои предпочтения на использовании более устаревшего оборудования для записей. В 2001 году, в концертных рецензиях от The New York Times, журналистка Энн Пауэрс отмечала, что «гениальная игра Джека была намеренно ограничена неразвитым подходом Мег».
За некоторыми исключениями, Джек всегда не скрывал своё пристрастие к усилителям и педалям 60-х годов. Он использовал ряд эффектов, что бы создать такой звук как DigiTech Whammy, достигая этим того уровня звучания, который невозможно было бы воспроизвести на гитарах. Во время концертов, Джек использовал гитары марки «Randy Parsons», JB Hutto Montgomery Airline1964 года и Kay Hollowbody 50-х годов. Кроме того, он использовал микроусилители MXR, Big Muff— дисторшна от компании Electro-Harmonix, а также педаль «Boss TU-2». Он подключал эти установки к электронному усилителю Fender Twin70-х годов с двумя 100-ватными усилителями Silvertone Searsв дополнение.
Уайт также играл на других инструментах, таких как чёрная мандолина «F-Style Gibson», баc-гитарах от «Rhodes» и пианино от Steinway & Sons. Помимо того, он использовал маримбу, сделанную на заказ, при записях треков «The Nurse» и «Forever for Her (Is Over for Me)» для Get Behind Me Satan.
Мег Уайт и её минималистский стиль игры на ударных был также заметной частью звучания группы. Она никогда не брала формальные уроки игры на этом инструменте. Девушка играла на барабанах от Ludwig Drumsc тарелками от Paiste, говоря, что её «разогревающие» репетиции перед концертами состояли из наличия «виски и напитка Red Bull». Не удивителен также тот факт, что её основным примером для подражания была другая примитивистка — Морин Такер из The Velvet Underground.
В то время как Джек был основным вокалистом группы, вокал Мег тоже иногда записывался как основной. Он присутствует в четырёх песнях группы: «In the Cold, Cold Night»(из Elephant), «Passive Manipulation»(из Get Behind Me Satan), «Who’s a Big Baby?»(выпущенную на сингле Blue Orchid) и «St. Andrew (This Battle Is in the Air)» (из Icky Thump). Она также частично участвовала в создании вокальных составляющих, вместе c Джеком, на нескольких песнях: «Your Southern Can Is Mine»(из De Stijl), «Hotel Yorba» и «This Protector» из альбома White Blood Cells, «You Don’t Know What Love Is (You Just Do as You’re Told)» и «Rag & Bone» из Icky Thump, а также в балладе «It’s True That We Love One Another» бок о бок с Джеком и кантри-певицей Холли Голайтли.

### Концерты
Живые выступления The White Stripes были известны, прежде всего, применением тяжелого дисторшна, так же как и акустической обратной связи и овердрайва. Дуэт выступал значительно более безрассудно и неструктурированно, никогда не подготавливая сет-листы к своим концертам, полагая, что тщательное планирование разрушило бы эффект спонтанности выступления. 

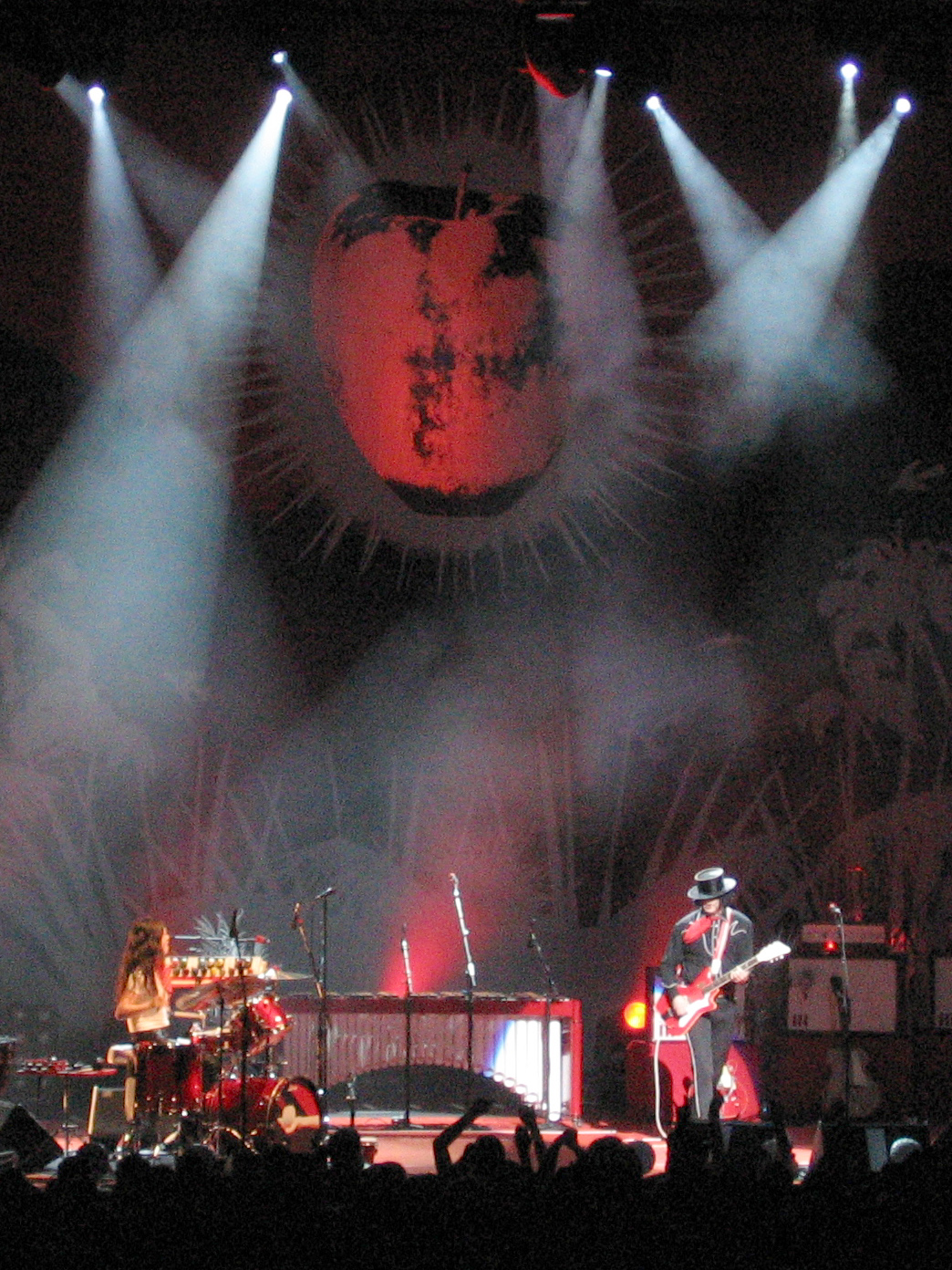
Выступление в поддержку альбома Get Behind Me Satan, 2005 год.

### Публичное представление
С самого начала существования группы, музыканты устанавливали свои собственные мотивы, публично представляясь как брат и сестра, используя исключительно красные, черные и белые цвета для оформления своей продукции. Джек Уайт объяснял это тем, что они использовали эти оттенки, для того, чтобы отвлечь внимание публики от того факта, что они были молодыми, белыми музыкантами играющими в основном «чёрную музыку». Они также были отмечены отсутствием бас-гитариста и общим отказом проводить интервью отдельно друг от друга.

СМИ и поклонники группы одинаково колебались от интриги до скептицизма по поводу внешнего вида группы и публичной презентации. Энди Гершон, президент лейбла «V2 Records», в момент подписания группы, не хотел делать этого, утверждая: «Им нужен бас-гитарист. У них есть этот красно-белый трюк и фантастические песни, но они все записаны очень сыро…и как же это будет звучать на радио?». В 2002 году, в статье для журнала Spin, журналист Чак Клостермэн задавался вопросом: «Как могут два медиа-подкованных ребёнка позировать как брат и сестра, носить одежду от „Dr. Seuss“, представляющих собой кровь и кости Детройта — города, где самый ценный ресурс — это асфальт?» Тем не менее, в 2001 году Бенджамин Нуджент, из журнала Time, отметил, что «трудно завидовать Джеку и его праву подталкивать внимание к своей группе, подальше от личной жизни любыми доступными средствами… даже истиной».
«Когда видят на сцене семейный дуэт, то думают: „Ну, тут всё ясно“. Но если в группе играют брат и сестра, то появляется интрига. Людей меньше волнуют интимные подробности, они больше времени уделяют музыке.» — из интервью Джека Уайта журналу Rolling Stone, октябрь 2005.
The White Stripes, на протяжении всей своей карьеры, эксклюзивно использовали только красные, белые и черные цветовые схемы во время выполнения всех своих профессиональных обязанностей: начиная от художественного оформления буклетов для студийных альбомов и заканчивая декорациями для живых выступлений. Меган Уайт говорила, что это было всё равно что «носить униформу в школе, полностью сосредотачиваясь на том, что ты делаешь, потому что все остальные одеты в то же самое». Джек, в свою очередь, объяснял, что они стремились вызвать этим невинную ребячливость без намерения иронии или юмора. В журнале Spin отмечали, что «его песни — песни о женитьбе в соборах, походах в детский сад и бесхитростном товариществе — исполняются с почти наивной убежденностью». Другие аффектации включали также использование Джеком двух микрофонов на сцене одновременно.

## Участники
- Джек Уайт — вокал, гитара, бас-гитара, пианино, клавишные, синтезатор, тамбурин, банджо, маримба
- Меган Уайт — ударные, вокал, тамбурин, литавры, треугольник, колокольчики

Промо-фото The White Stripes к альбому Get Behind Me Satan (2005 год).

## Дискография
Студийные альбомы
- 1999 — The White Stripes
- 2000 — De Stijl
- 2001 — White Blood Cells
- 2003 — Elephant
- 2005 — Get Behind Me Satan
- 2007 — Icky Thump